# Élections sénatoriales de 1998 en Ille-et-Vilaine
Les élections sénatoriales en Ille-et-Vilaine ont lieu le dimanche 27 septembre 1998. Elles ont pour but d'élire les sénateurs représentant le département au Sénat pour un mandat de neuf années.

## Contexte départemental
Lors des élections sénatoriales du 24 septembre 1989 en Ille-et-Vilaine, quatre sénateurs ont été élus selon un mode de scrutin majoritaire : trois UDF-CDS et un RPR : Jean Madelain, André Egu, Marcel Daunay et Yvon Bourges.

## Rappel des résultats de 1989
| Candidat et parti politique | Candidat et parti politique | Candidat et parti politique | Premier tour | Premier tour | Second tour | Second tour |
| Candidat et parti politique | Candidat et parti politique | Candidat et parti politique | Voix         | %            | Voix        | %           |
| --------------------------- | --------------------------- | --------------------------- | ------------ | ------------ | ----------- | ----------- |
|                             | Jean Madelain               | UDF                         | 1 015        | 53,88        |             |             |
|                             | André Egu                   | UDF                         | 926          | 49,15        | 1 099       | 59,96       |
|                             | Yvon Bourges                | RPR                         | 879          | 46,66        | 1 072       | 58,48       |
|                             | Marcel Daunay               | UDF                         | 812          | 43,10        | 1 031       | 56,25       |
|                             | Clément Théaudin            | PS                          | 639          | 33,92        | 691         | 37,70       |
|                             | Pierre Bourges              | PS                          | 627          | 33,28        | 687         | 37,48       |
|                             | Jean Normand                | PS                          | 584          | 31,00        | 658         | 35,90       |
|                             | Élisabeth Burel             | PS                          | 560          | 29,72        | 1           | 0,06        |
|                             | Jean Bourdais               | UDF                         | 344          | 18,26        | 1           | 0,06        |
|                             | Roger Noguès                | DVD                         | 218          | 11,57        | Retrait     | Retrait     |
|                             | Jean Auvergne               | DVG                         | 154          | 8,17         | 125         | 6,82        |
|                             | Louis Chopier               | DVG                         | 129          | 6,85         | 1           | 0,06        |
|                             | Serge Huber                 | PCF                         | 57           | 3,03         | Retrait     | Retrait     |
|                             | Jean-Charles Le Sager       | PCF                         | 54           | 2,87         | Retrait     | Retrait     |
|                             | Jean-Claude Guillerm        | PCF                         | 54           | 2,87         | Retrait     | Retrait     |
|                             | André Chériaux              | PCF                         | 54           | 2,87         | Retrait     | Retrait     |
|                             | Roger Le Verge              | MRG                         | 47           | 2,50         | Retrait     | Retrait     |
|                             | Pierre Maugendre            | FN                          | 40           | 2,12         | Retrait     | Retrait     |
|                             | Moïse Lesage                | DVD                         | 15           | 0,80         | Retrait     | Retrait     |
|                             |                             |                             |              |              |             |             |
| Inscrits                    | Inscrits                    | Inscrits                    | 1 913        | 100,00       | 1 913       | 100,00      |
| Abstentions                 | Abstentions                 | Abstentions                 | 7            | 0,37         | 7           | 0,37        |
| Votants                     | Votants                     | Votants                     | 1 906        | 99,63        | 1 906       | 99,63       |
| Blancs et nuls              | Blancs et nuls              | Blancs et nuls              | 22           | 1,15         | 73          | 3,83        |
| Exprimés                    | Exprimés                    | Exprimés                    | 1 884        | 98,85        | 1 833       | 96,17       |

## Sénateurs sortants
| Sénateur | Sénateur      | Parti | Fonctions lors de l'élection en 1989                                            |
| -------- | ------------- | ----- | ------------------------------------------------------------------------------- |
|          | Jean Madelain | UDF   | Sénateur sortant                                                                |
|          | André Egu     | UDF   | Conseiller général, maire de Retiers                                            |
|          | Marcel Daunay | UDF   | Sénateur sortant, conseiller régional                                           |
|          | Yvon Bourges  | RPR   | Sénateur sortant, président du conseil régional, conseiller municipal de Dinard |

## Présentation des candidats
Les nouveaux représentants sont élus pour une législature de 9 ans au suffrage universel indirect par les 1984 grands électeurs du département. 
En Ille-et-Vilaine, les sénateurs sont élus au scrutin majoritaire à deux tours.
| Candidats | Candidats                    | Parti | Principale fonction                                    |
| --------- | ---------------------------- | ----- | ------------------------------------------------------ |
|           | Christian Benoist            | PCF   | Adjoint au maire de Rennes                             |
|           | Éliane Poirier               | PCF   | Adjointe au maire de Rennes                            |
|           | Françoise Payen              | PCF   |                                                        |
|           | Jean-Charles Le Sager        | PCF   | Conseiller municipal de Saint-Malo                     |
|           | Jean-Louis Merrien           | Verts | Conseiller régional, conseiller municipal de Chantepie |
|           | Catherine Le Guernec         | Verts | Conseillère municipale de Plélan-le-Grand              |
|           | Hélène Quatreboeufs-Jollivet | Verts | Conseillère municipale de Servon-sur-Vilaine           |
|           | Daniel Cueff                 | Verts | Adjoint au maire de Langouet                           |
|           | Jean-Louis Tourenne          | PS    | Conseiller général, maire de La Mézière                |
|           | Daniel Delaveau              | PS    | Conseiller général, maire de Saint-Jacques-de-la-Lande |
|           | Marie-Yvonne Caillère        | PS    | Adjointe au maire de Fougères                          |
|           | Éliane Desmare               | PS    | Adjointe au maire de La Richardais                     |
|           | Adrien Marulier-Grandmesnil  | DVG   |                                                        |
|           | André Lefeuvre               | PRG   | Conseiller général                                     |
|           | Christian Couet              | PRG   | Conseiller général, maire de Pleine-Fougères           |
|           | Honoré Puil                  | PRG   | Conseiller municipal de Rennes                         |
|           | Michel Gendrot               | PRG   | Conseiller municipal de Saint-Malo                     |
|           | Brice Lalonde                | GÉ    | Conseiller régional, maire de Saint-Briac-sur-Mer      |
|           | Henri Gourmelen              | UDB   | Conseiller municipal de Saint-Malo                     |
|           | Yves Fréville                | UDF   | Ancien député                                          |
|           | Philippe Nogrix              | UDF   | Conseiller général                                     |
|           | Marie Daugan                 | UDF   | Conseillère générale, maire de Saint-M'Hervon          |
|           | Jean Malapert                | UDF   | Maire de Montours                                      |
|           | Jean Becker                  | DVD   |                                                        |
|           | Patrick Jeanson              | DVD   |                                                        |
|           | Brigitte Vermersch           | DVD   |                                                        |
|           | Bertrand du Rusquec          | DVD   |                                                        |
|           | Jacques Dehergne             | DVD   |                                                        |
|           | Claude Champaud              | RPR   | Conseiller régional, conseiller général                |
|           | Michel Esneu                 | RPR   | Conseiller général, maire de Dol-de-Bretagne           |
|           | Patrick Lassourd             | RPR   | Conseiller général, maire de La Guerche-de-Bretagne    |
|           | Marie-Joseph Bissonnier      | CNIP  | Conseiller général                                     |
|           | Brigitte Neveux              | FN    | Conseillère régionale                                  |

## Résultats
| Candidat et parti politique | Candidat et parti politique  | Candidat et parti politique | Premier tour | Premier tour | Second tour | Second tour |
| Candidat et parti politique | Candidat et parti politique  | Candidat et parti politique | Voix         | %            | Voix        | %           |
| --------------------------- | ---------------------------- | --------------------------- | ------------ | ------------ | ----------- | ----------- |
|                             | Yves Fréville                | UDF                         | 972          | 49,85        | 1 158       | 61,04       |
|                             | Michel Esneu                 | RPR                         | 903          | 46,31        | 1 142       | 60,20       |
|                             | Philippe Nogrix              | UDF                         | 893          | 45,79        | 1 131       | 59,62       |
|                             | Patrick Lassourd             | RPR                         | 871          | 44,27        | 1 110       | 58,51       |
|                             | Jean-Louis Tourenne          | PS                          | 661          | 33,90        | 791         | 41,70       |
|                             | Daniel Delaveau              | PS                          | 615          | 31,52        | 2           | 0,11        |
|                             | Marie-Yvonne Caillère        | PS                          | 608          | 31,18        | 2           | 0,11        |
|                             | Éliane Desmare               | PS                          | 604          | 30,97        | 2           | 0,11        |
|                             | Marie-Joseph Bissonnier      | CNIP                        | 265          | 13,59        | 1           | 0,05        |
|                             | Marie Daugan                 | UDF                         | 214          | 10,97        | Retrait     | Retrait     |
|                             | Claude Champaud              | RPR                         | 209          | 10,72        | Retrait     | Retrait     |
|                             | Jean Malapert                | UDF                         | 209          | 10,72        | Retrait     | Retrait     |
|                             | Christian Benoist            | PCF                         | 69           | 3,54         | Retrait     | Retrait     |
|                             | Éliane Poirier               | PCF                         | 59           | 3,03         | Retrait     | Retrait     |
|                             | Françoise Payen              | PCF                         | 58           | 2,97         | Retrait     | Retrait     |
|                             | Jean-Charles Lesacher        | PCF                         | 56           | 2,82         | Retrait     | Retrait     |
|                             | André Lefeuvre               | PRG                         | 51           | 2,62         | Retrait     | Retrait     |
|                             | Brice Lalonde                | GÉ                          | 50           | 2,56         | Retrait     | Retrait     |
|                             | Christian Couet              | PRG                         | 42           | 2,15         | Retrait     | Retrait     |
|                             | Jean-Louis Merrien           | Verts                       | 39           | 2,00         | Retrait     | Retrait     |
|                             | Catherine Le Guernec         | Verts                       | 32           | 1,64         | Retrait     | Retrait     |
|                             | Honoré Puil                  | PRG                         | 32           | 1,64         | Retrait     | Retrait     |
|                             | Michel Gendrot               | PRG                         | 30           | 1,54         | Retrait     | Retrait     |
|                             | Hélène Quatreboeufs-Jollivet | Verts                       | 29           | 1,49         | Retrait     | Retrait     |
|                             | Daniel Cueff                 | Verts                       | 25           | 1,28         | Retrait     | Retrait     |
|                             | Henri Gourmelen              | UDB                         | 24           | 1,23         | Retrait     | Retrait     |
|                             | Brigitte Neveux              | FN                          | 22           | 1,13         | Retrait     | Retrait     |
|                             | Jean Becker                  | DVD                         | 18           | 0,92         | Retrait     | Retrait     |
|                             | Patrick Jeanson              | DVD                         | 8            | 0,41         | Retrait     | Retrait     |
|                             | Brigitte Vermersch           | DVD                         | 8            | 0,41         | Retrait     | Retrait     |
|                             | Bertrand du Rusquec          | DVD                         | 8            | 0,41         | Retrait     | Retrait     |
|                             | Adrien Marulier-Grandmesnil  | DVG                         | 7            | 0,36         | Retrait     | Retrait     |
|                             | Jacques Dehergne             | DVD                         | 0            | 0,00         | 29          | 1,53        |
|                             |                              |                             |              |              |             |             |
| Inscrits                    | Inscrits                     | Inscrits                    | 1 984        | 100,00       | 1 984       | 100,00      |
| Abstentions                 | Abstentions                  | Abstentions                 | 22           | 1,11         | 41          | 2,07        |
| Votants                     | Votants                      | Votants                     | 1 962        | 98,89        | 1 943       | 97,93       |
| Blancs et nuls              | Blancs et nuls               | Blancs et nuls              | 12           | 0,61         | 46          | 2,37        |
| Exprimés                    | Exprimés                     | Exprimés                    | 1 950        | 99,39        | 1 897       | 97,63       |